# Hälsinglands runinskrifter 10
Runinskrift Hs 10 är en runsten som står utanför Hälsingtuna kyrka i Hälsingtuna socken och Hudiksvalls kommun i Hälsingland.
Stenen stod på sin nuvarande plats redan innan man uppförde 1100-talskyrkan. Runinskriften är gjord med stavlösa runor (ofta lite missvisande kallat "hälsingerunor" ), det vill säga runor utan lodräta stavar, vilket är en förenkling av det yngre runalfabetet. Ristningen är bitvis utplånad.
Ornamentiken föreställer två profilerade rundjur samt ett stort, flätat ringkors.

## Inskriften
Translitterering av runraden:
§P [...-...l]f runaʀ sun lina (s)tin þina f...(þ)... sum sunan i na... fur ¶ ...a...i(þ)bnu + a...t... st[in þina] aftiʀ sunu sina þria hruþmar in þ(o)...flt ' uma(h)l ¶ ... ¶ in brusi asbiarnaʀ sun fa[þ]... : runaʀ þi... ¶ ... raþa · 
§Q [...-... ...]lfrunaʀ sun lina (s)tin þina f...(þ)... sum sunan i na... fur ¶ ...a...i(þ)bnu + a...t... st[in þina] aftiʀ sunu sina þria hruþmar in þ(o)...flt ' uma(h)l ¶ ... ¶ in brusi asbiarnaʀ sun fa[þ]... : runaʀ þi... ¶ ... raþa ·
Normalisering till runsvenska:
§P ... runaʀ, sunn Lina, stæin þenna ... sum sunnan i ... ... ... ... stæin þenna æftiʀ sunu sina þria Hroðmar en ... ... ... En Brusi Asbiarnaʀ sunn fað[i] runaʀ þe[ssaʀ]. ... raða(?). 
§Q ... [A]lfrunaʀ(?), sunn Lina, stæin þenna ... sum sunnan i ... ... ... ... stæin þenna æftiʀ sunu sina þria Hroðmar en ... ... ... En Brusi Asbiarnaʀ sunn fað[i] runaʀ þe[ssaʀ]. ... raða(?).
Översättning till nusvenska:
...runor, Linis son, denna sten ... som söderut i ... denna sten efter sina tre söner, Fróðmarr/Hróðmarr ... och Brúsi Ásbjörns son målade dessa runor ... tyd
Läsning §P: Peterson, 1994, s. 223–252; §Q: Källström, 2007, s. 411. Enligt Källström står ordet runaʀ  i opassande sammanhang, och därför ska läsas som en del av kvinnonamn Álfrún. Binamn Lini - ’len, saktmodig’ - finns också på Hs 14.